# Jonas Goldbaum
Jonas Goldbaum ist eine deutschsprachige Gitarrenpop-Band aus Wien und wurde 2002 gegründet. Der Bandname leitet sich von der Aussage der Nichte Jona des Sängers Lechner ab, die einen geschmückten Weihnachtsbaum als Goldbaum bezeichnete.

## Geschichte
Die Band wurde 2002 von Arne Lechner (Gesang, Gitarre) und Flo Frankl (Bass) gegründet. Im Herbst 2003 komplettierten Martin Kaser (Gitarre) und Thorsten Mahr (Schlagzeug) die Besetzung. 2004 spielte die Band eine Reihe von Konzerten in ganz Österreich. Im März 2005 veröffentlichte die Band ihr Debütalbum Tower an Bodenpersonal. Im Frühling 2006 wurden Jonas Goldbaum für den Amadeus Austrian Music Award nominiert, im Februar 2007 erschien in Österreich das zweite Album der Band Unsere Welt braucht dich. Wenig später, im Mai 2007 wurde die Band vom deutschen Rocklabel Roadrunner Records unter Vertrag genommen, welches Unsere Welt braucht dich am 26. Oktober 2007 in Deutschland veröffentlichte. Am 30. August 2008 spielte die Band im Club "Chelsea" in Wien und machte Andeutungen, dass dies das Abschiedskonzert sei. Nachdem die Band einen Auftritt in Pettenbach am 5. September 2008 absagte, war es Gewissheit, dass sich die Band in dieser Besetzung aufgelöst hatte.
Am 20. Januar 2009 bestätigten sich die Gerüchte, dass Jonas Goldbaum in neuer Besetzung weiter bestehen wird. Auf der MySpace-Seite der Band wurde die neue Besetzung, bestehend aus dem ursprünglichen Sänger und Songwriter der Band und den drei neu dazugekommenen Musikern der Band Incorporated, bekannt gegeben.

## Auftritte
Jonas Goldbaum haben bis heute mehr als 100 Konzerte in Österreich und Deutschland gespielt, davon etwa ein Viertel allein in Wien, unter anderem drei Mal am Wiener Donauinselfest.
Im August 2007 war die Band Support von Jimmy Eat World bei deren einzigem Deutschland-Auftritt in Köln.
Im Oktober 2007 begleitete die Band den schwedischen Songwriter Nikola Sarcevic und Ende November 2007 die kanadische Band The Weakerthans auf deren Deutschlandtournee.

## Diskografie
- Demo-CD Jonas Goldbaum, unter anderem mit Mein Geschenk und Eine neue Zeit, Ende 2003
- Tower an Bodenpersonal, 11 Tracks, 29. März 2005, Acute Music
- Unsere Welt braucht dich, Österreich-Release, 11 Tracks, 23. Februar 2007, Acute Music
- Unsere Welt braucht dich, Deutschland-Release, 13 Tracks, darunter drei Lieder des ersten Albums (Sternenparties, Taucher im Meer und Eine neue Zeit), 26. Oktober 2007, Roadrunner Records
- Dein Herz ist die Welt, Österreich-Release – Download-Single, Januar 2010

## Videoclips
| Jahr | Name            | Referenz |
| ---- | --------------- | -------- |
| 2005 | Taucher im Meer |          |
| 2005 | Sternenparties  |          |
| 2007 | Yeah Yeah Yeah  |          |